# Marcien (juriste)
Pour les articles homonymes, voir Marcien (homonymie).
Marcien (en latin Ælius Marcianus) est un jurisconsulte romain qui a vécu dans la première moitié du IIIe siècle. C'est l'un des auteurs cités dans le Digeste et les Institutes du Corpus juris civilis.

## Biographie
On ne connaît à peu près rien de sa vie. Il se réfère dans les extraits conservés de son œuvre à de nombreux rescrits des empereurs Septime Sévère et Caracalla. Certains extraits sont postérieurs à la mort de Caracalla en 217 (cf. Dig. 35.1.33 : « [...] hoc ita juris civilis ratione et constitutionibus divorum Severi et Antonini cautum est », l'épithète divus désignant les empereurs après leur mort). Deux rescrits conservés de Sévère Alexandre sont adressés à un « Marcianus » (Cod. Just. 2.16.6, de l'an 223, et 7.21.4, de l'an 228), mais il est impossible de savoir s'il s'agit de la même personne. L'expression citée de lui « Imperatoris nostri rescripto cavetur ut [...] » (Dig. 37.14.5.1) renvoie sans doute à Sévère Alexandre.
Il y a 275 extraits d'ouvrages de Marcien dans le Digeste. Les titres sont :
- des Institutiones en seize livres ;
- des Regulæ en cinq livres ;
- un Liber singularis ad formulam hypothecariam ;
- un De appellationibus en deux livres ;
- un De judiciis publicis en deux livres ;
- un De delatoribus ;
- un Liber singularis ad senatus consultum Turpillianum ;

En Dig. 23.5.17, on trouve une citation dont la référence est « Marcianus libro septimo Digestorum », mais il serait curieux qu'un ouvrage d'une telle ampleur ne soit cité qu'une fois : il faut sans doute corriger « Marcianus » par « Marcellus » (c'est-à-dire Ulpius Marcellus, auteur de Digesta en 31 livres).